# Rakshasa

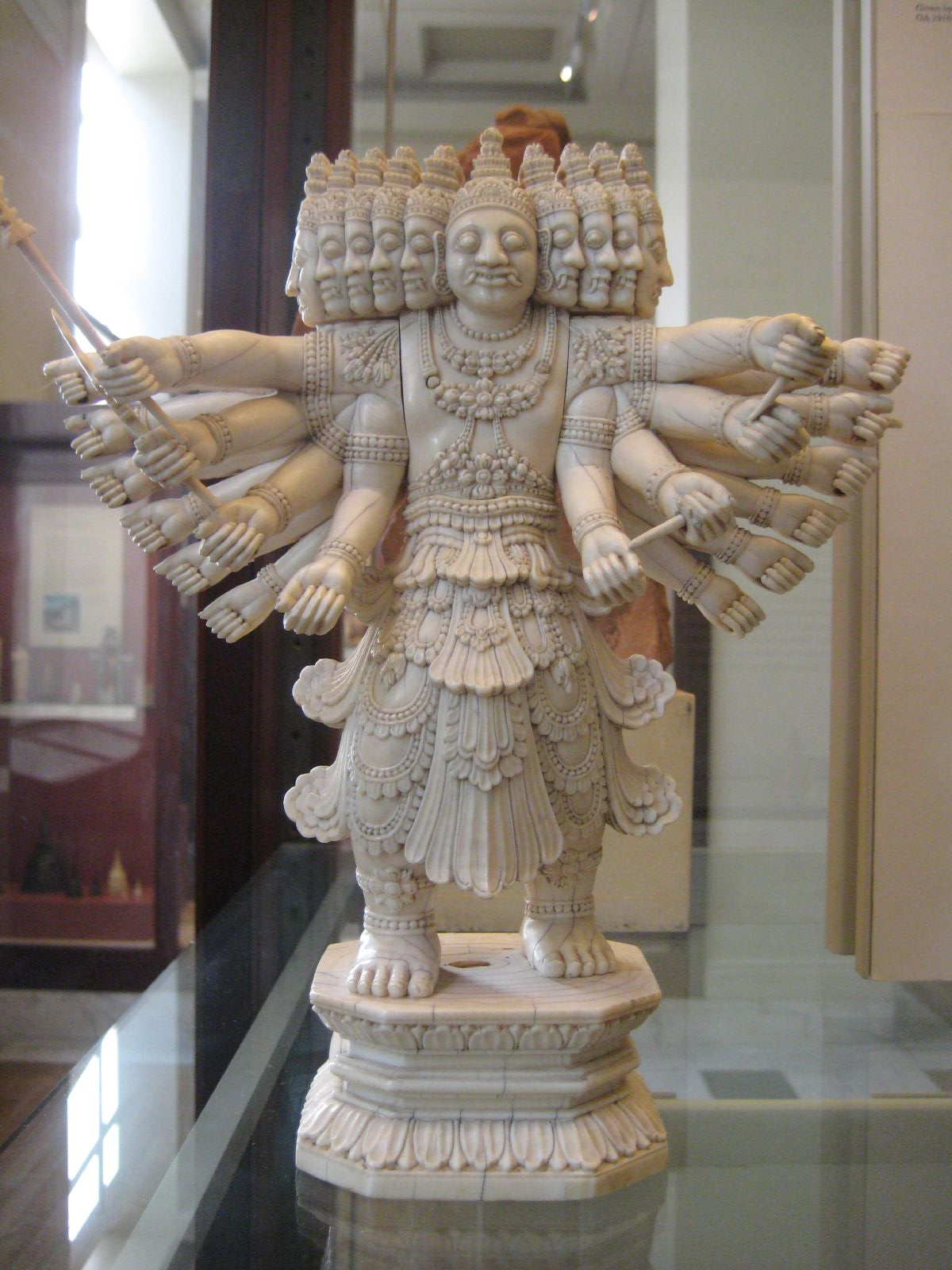
Ravana de koning van Lanka met tien hoofden, was in de Ramayana de bevelhebber van de rakshasa's in de strijd tegen Rama.

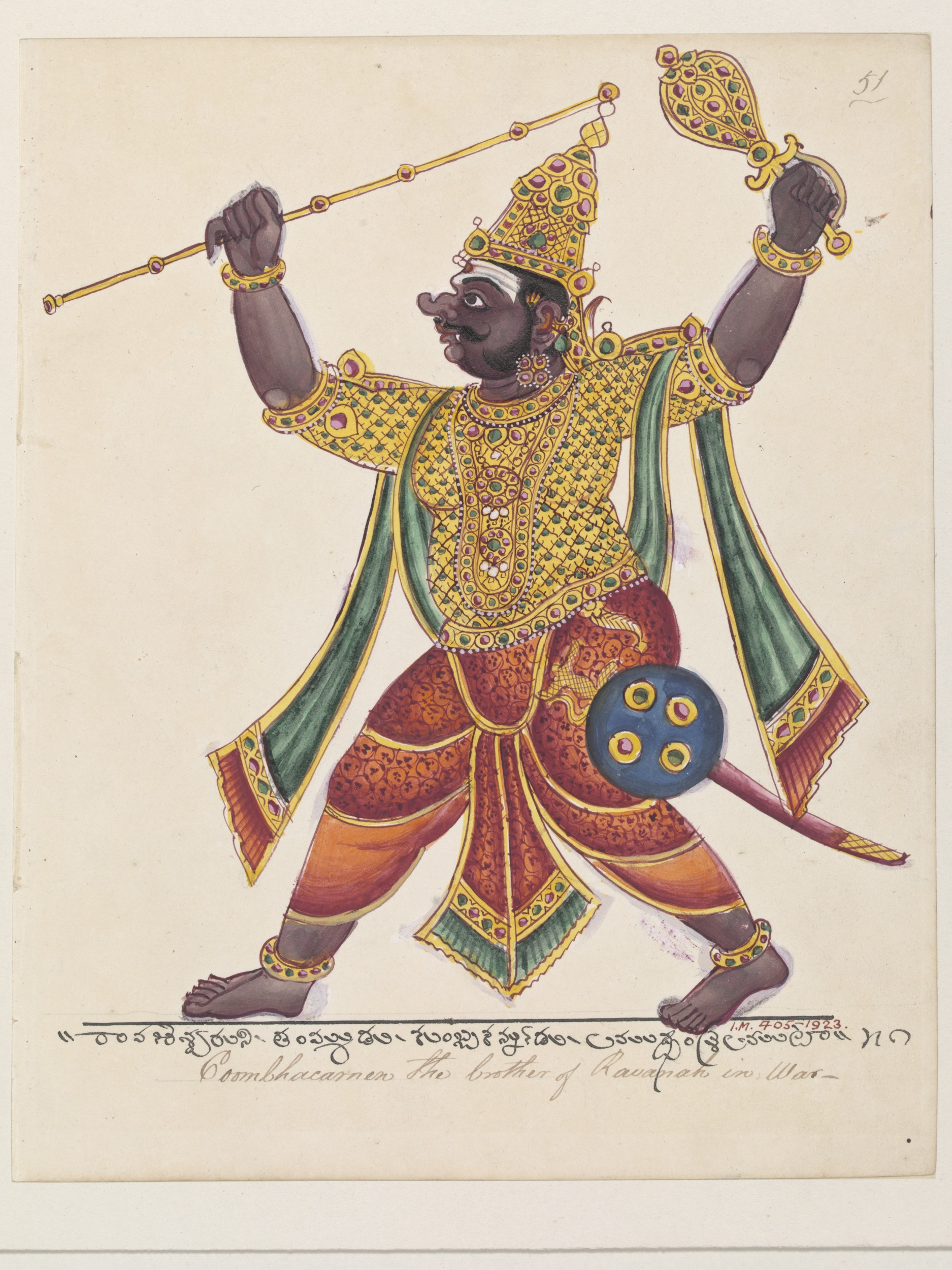
Kumbhakarna, de reusachtige broer van Ravana

Rakshasa is de naam voor een bovennatuurlijk wezen in het hindoeïsme, boeddhisme en jaïnisme. Rakshasa's worden ook mens-eters genoemd. Een vrouwelijke rakshasa is een rakshasi. Een vrouwelijke rakshasa in menselijke vorm is een rakshesha. De termen asura (demon) en rakshasa worden soms door elkaar gebruikt.
Rakshasa's komen onder meer voor in de Mahabharata en Ramayana. In de Ramayana moet Rama zijn vrouw Sita redden uit de handen van de rakshasakoning Ravana, die over het reuzenrijk van Lanka heerst. Lanka wordt met Sri Lanka geïdentificeerd. Rama wordt geholpen door beren en apen en ook door de vliegende god Hanuman. Uiteindelijk wordt Rama's brug gebouwd van India naar Lanka om de plek, waar Sita gevangen wordt gehouden, te bereiken. Kumbhakarna is de reusachtige broer van Ravana.
In De Geheime Leer (1888) van de theosoof Blavatsky worden rakshasa's gelijkgesteld aan de reuzen van weleer. Andere termen voor reuzen zouden danava's en daitya's zijn.